# لینکلن (ایندیانا)
لینکلن (به انگلیسی: Lincoln) یک منطقهٔ مسکونی در ایالات متحده آمریکا است که در شهرستان کاس، ایندیانا واقع شده‌است. لینکلن ۲۳۸٫۰۵ متر بالاتر از سطح دریا واقع شده‌است.